# Ras Kasar
Ras Kasar je rt u sjeveroistočnoj Africi, na granici između Eritreje i Sudana na Crvenom moru. To je najsjevernija točka Eritreje i najistočnija točka Sudana.